# Robert Mróz
Pour les articles homonymes, voir Mroz.
 (novembre 2019).
Robert Mróz, né le 29 mai 1963 à Różan (Mazovie), est un compositeur et chanteur polonais, par ailleurs professeur de médecine. 

## Biographie
Robert Mróz a fait ses études à l'Université de médecine de Białystok. Il y travaille depuis et est spécialiste de pneumologie et de biologie moléculaire. Il a le titre de professeur habilité et docteur en sciences médicales. Il est chef de clinique de l'unité du poumon et de la tuberculose de l'Université de médecine de Bialystok. 
Dans les années 1970 et 1980, il participe à de nombreux projets musicaux et collabore avec la troupe du théâtre Arka (pl). En 2013, il commence à créer ses propres compositions et textes. Au fil des années, après avoir repris contact avec l'industrie phonographique, il sort en 2019 son premier album professionnel Droga ku zachodowi (La Route de l'Ouest). Il bénéficie pour cela de la collaboration de Jan Kondrak (pl) et de l'Orchestre philharmonique de Kalisz (pl). 

## Œuvres musicales
Au début de sa carrière artistique, Robert Mróz compose la musique du théâtre Arka (pl), dirigé par Paweł Opęchowski (pl). Le répertoire du théâtre comprend les compositions musicales suivantes : 
- Czas nas porywa niesie nami miota (Le temps nous attrape, nous sommes emportés par une litière) d'après Tadeusz Nowak (pl)
- La Maison d'après Miron Białoszewski, Roman Śliwonik (pl) et Jan Twardowski.

Il a été primé au Festival de chanson étudiante de Cracovie (pl) et au Festival national de chanson polonaise d'Opole. Il devait participer à la comédie musicale Metro (pl), mais a dû renoncer pour des raisons de santé. 
Septembre 2015 est l'occasion pour Robert Mróz d'un retour sur scène où il présente en avant-première dans la salle de concert de l'Orchestre philharmonique de Kalisz un projet national intitulé Wszystko o Miłości, (Tout sur l'amour). La production musicale est réalisée par l’arrangeur Marcin Partyka, sous la direction du chef d’orchestre Adam Klock. Le projet dans son ensemble est coordonné par Bogusław Bojczuk, directeur  du festival de la jeunesse universitaire de Świnoujście et du festival du film des Deux rives de Kazimierz Dolny. Pendant le concert, les chansons d'amour composées et interprétées par Robert Mróz, sur des textes de Jan Kondrak (pl), auteur-compositeur et leader de la Fédération des bardes de Lublin, sont interprétées pour la première fois en public.

## Discographie
Album Droga ku zachodowi (La Route de l'Ouest)
1. Droga ku zachodowi (La Route de l'Ouest)
2. Johnny
3. Dwie kobiety (Deux femmes)
4. W poszukiwaniu zaginionego czasu (À la recherche du temps perdu)
5. Na równoważni walc (La Valse balancée)
6. Do ziemi obiecanej (Jusqu'à la terre promise)
7. Bezwiednie (Inconsciemment)
8. Szał i show
9. James Bond
10. Musée d'Orsay
11. Uniosę Cię (Je vais te soulever)
12. Moje niebo (Mon ciel)
13. Każdy solo (Chacun pour soi)
14. Powrót do domu (Retour à la maison)
15. Piosenka na koniec (Chanson pour finir)